# Манассеин, Вячеслав Авксентьевич
Вячесла́в Авксе́нтьевич Манассе́ин или Манасе́ин (3 (15) марта 1841, Верхние Девлизери, Лаишевский уезд, Казанская губерния, Российская империя — 13 (25) февраля 1901, Санкт-Петербург, Российская империя) — русский врач, доктор медицинских наук, профессор, действительный статский советник, общественный деятель и публицист. Редактор еженедельной газеты «Врач», председатель Литературного фонда. Является одним из организаторов государственной и земской медицины.

## Биография
Брат министра юстиции Николая Манасеина.
Медицинское образование получил в Москве, Дерпте, Вене и Тюбингене. В 1866 году стал читать в Военно-медицинской академии лекции, которые привлекали большое число слушателей. Манасеина интересовал широкий круг вопросов — место доктора в современном обществе, материальные условия жизни врачей, этическая проблематика медицинской профессии.
В 1877 году Манасеин получил в заведование терапевтическую клинику, впервые организовал при ней водолечебницу. Водо- и воздухолечение, правильную диету, регулярный массаж он ставил выше приёма лекарственных препаратов, к новым фармакологическим разработкам относился с подозрением. Продолжал традиции Н. И. Пирогова, занимался организацией Пироговских съездов, сочувствовал народническому движению.
В 1891 году, по истечении 25 лет со времени занятия кафедры, Манасеин по собственному почину ушёл в отставку, чтобы освободить поприще для более молодых специалистов. На страницах журнала «Врач» вёл борьбу с ненаучным подходом к врачеванию, включая рекламные трюки и знахарство.
Первая жена — Мария Коркунова, специалист по сомнологии, сестра профессора Н. М. Коркунова,. Вторым браком женат на племяннице Ф. М. Достоевского. Похоронен на Успенском кладбище.

## Главные труды
- «Материалы для вопроса о голодании» (СПб., 1869)
- «Материалы для вопроса об этиологическом и терапевтическом значении психических влияний» (СПб.,1876)
- «О значении психических влияний» (СПб., 1877)
- «Лекции общей терапии» (ч. I, СПб., 1879)
- «Chemische Beiträge zur Fiberiehre» («Virchow’s Archiv», LVI).